# Runenstein von Börjesgård

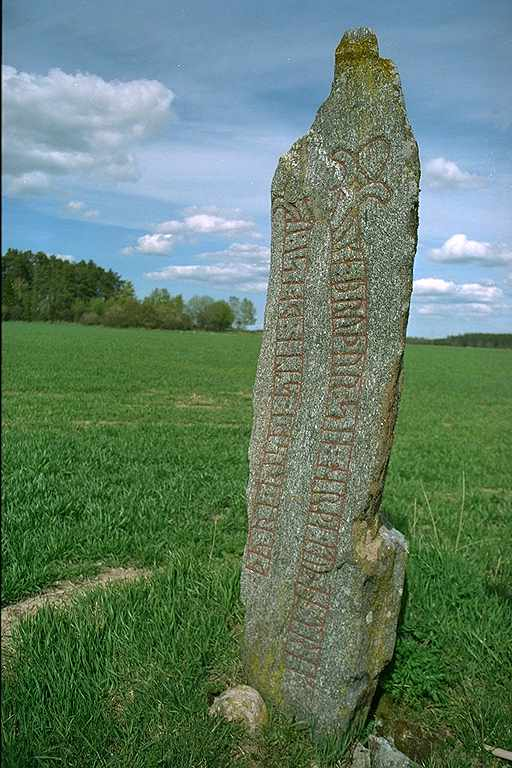
Runenstein von Börjesgård

Der Runenstein von Börjesgård (Samnordisk runtextdatabas Vg 114) steht östlich des gleichnamigen Hofs am Bach Torpabäcken, nordöstlich von Grästorp in Västergötland in Schweden.
Der Runenstein aus Gneis ist 2,5 m hoch, 0,6 m breit und 0,3 m dick und wird auf 980–1015 n. Chr. datiert. Der Runentext im RAK-Stil steht innerhalb eines einzigen Textbandes in Form eines Hakens und wurden 1990 ausgemalt. Oben links ist ein Teil des Steines abgebrochen, was dazu führte, dass eine Rune verloren ging. Die Runenhöhe ist mit 12 bis 14 cm sehr groß.
Die Inschrift lautet:
þuri : risþi : stin : þonsi : ift- : tuka : bruþur : sin : harþa : kuþan : trik :
„Tore setzte diesen Stein nach Toke, seinem Bruder, einem sehr guten jungen Mann.“
In der Nähe stehen die Runensteine Vg 113 und Vg 115 und der Runenstein von Sal.